# Legende sau basmele românilor
Legende sau basmele românilor este o colecție de folclor românesc, întocmită de Petre Ispirescu, și publicată în mai multe ediții, prima dintre acestea apărând în 1872.
Poveștile adunate din gura poporului de Petre Ispirescu i-au adus faimă în epoca sa: Bogdan Petriceicu Hasdeu semna prefața primului volum, în 1872, Vasile Alecsandri îl elogia în 1882, iar învățatul ceh Jan Urban Jarník îi solicita colaborarea, și îl încuraja în munca sa de culegere.

## Conținut

### Legende sau basmele românilor(ediția 1882)
- Tinerețe fără bătrânețe și viață fără de moarte
- Ileana Simziana
- Broasca țestoasă cea fermecată
- Aleodor împărat
- Porcul cel fermecat
- Înșir-te mărgăritari
- Lupul cel năzdrăvan și Făt-Frumos
- Prâslea cel voinic și merele de aur
- Voinicul cel cu cartea în mână născut
- Voinicul cel fără de tată
- George cel viteaz
- Făt-Frumos cu părul de aur
- Făt-Frumos cel rătăcit
- Fata săracului cea isteață
- Zâna munților
- Făt-Frumos cu carâta de sticlă
- Balaurul cel cu șapte capete
- Numai cu vitele se scoate sărăcia din casă
- Zâna zânelor
- Greuceanu
- Cele douăsprezece fete de împărat și palatul cel fermecat
- Ciobănașul cel ișteț și țurloaiele blendei
- Poveste țărănească
- Cei trei frați împărați
- Cotoșman năzdrăvanu
- Pasărea măiastră
- Găinăreasa
- Țugulea, fiul unchiașului și al mătușei
- Copiii văduvului și iepurele, vulpea, lupul și ursul
- Fata moșului cea cuminte
- Fata de împărat și fiul văduvei
- Cele trei rodii aurite
- Hoțu împărat
- Luceafărul de ziuă și luceafărul de noapte
- Băiatul cel bubos și ghigorțul
- Fata cu pieze rele

### Legende sau basmele românilor, ghicitori șiproverburi(1872-1874)
- Măzărel împărat
- Fata de împărat și pescarul
- Glasul morții
- Mogârzea și fiul său
- Împăratul șerpilor
- Sufletul
- Bărbatul cel harnic
- Baba cea înțeleaptă
- Bogdan Viteazul
- Întâmplările lui Păcală
- Răvășelul spânului
- Moș-Lăcustă
- Tăleruș

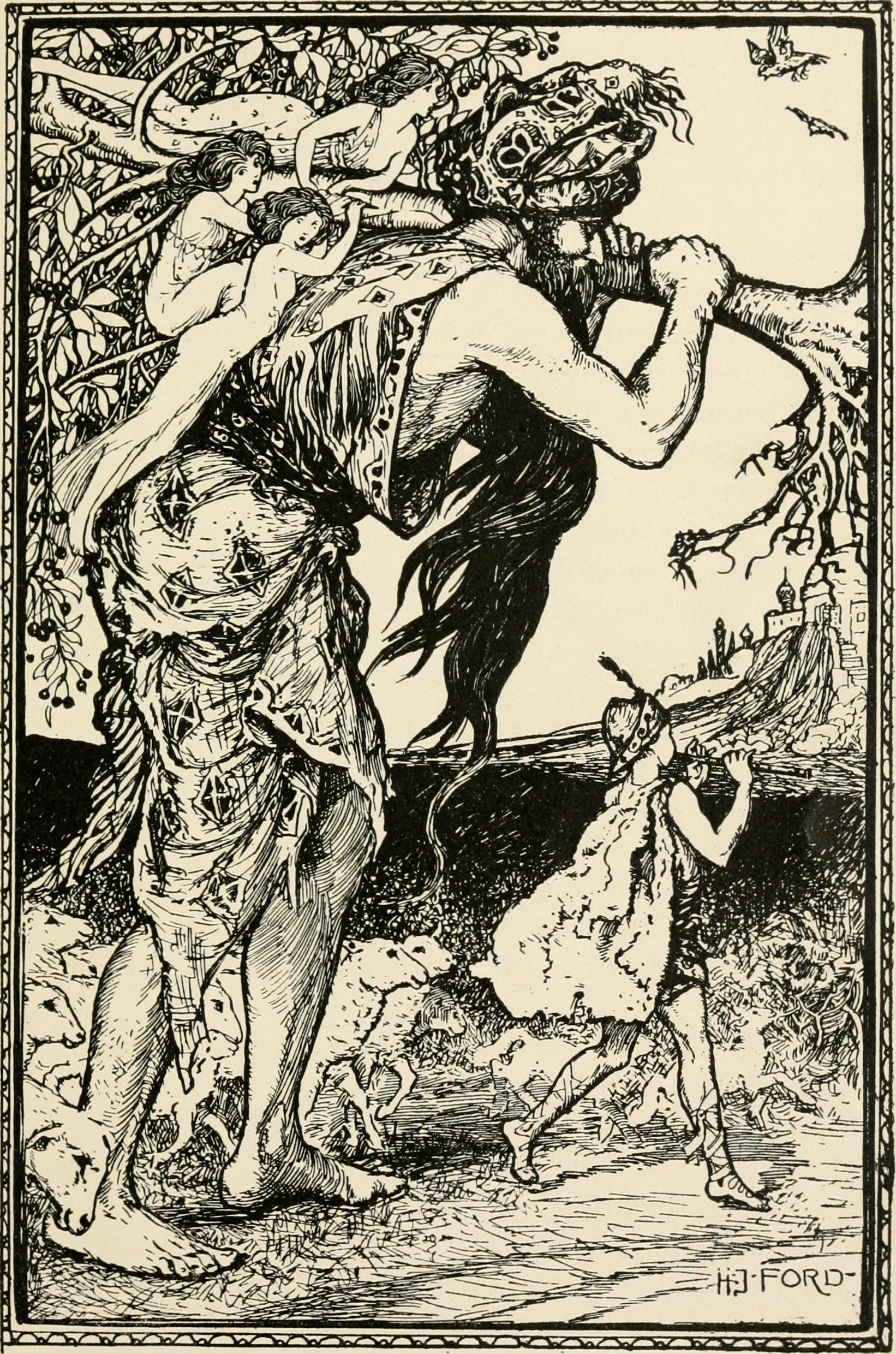
Mogârzea și fiul său

- Piciul ciobănașului și pomul cel fără căpătâi

### Basme, snoave și glume(1883)
- Ioviță, Făt-Frumos
- Cîtea-n varză
- Advocatul gonit din rai
- Statornicie bețivească
- Multe meșteșuguri nu folosesc totdauna

### Din periodice
- Sarea în bucate[2]